# Вылцан, Иван Августович
Иван Августович Вылцан (1922—2011) — советский и российский учёный, доктор геолого-минералогических наук, профессор, действительный член Международной академии минералогических ресурсов (1996).
Автор более 250 опубликованных работ, в том числе 11 монографий.

## Биография
Родился 10 марта 1922 в деревне Борзуновка Вороновской волости Томского уезда Томской губернии в семье Августа Петровича Вылцана (1898—1943) и Фёклы Адамовны Кивко (1903—1984), где росло четверо детей: Александр (род. 1922), Карл (род. 1926) и Михаил (род. 1928).
В 1929—1933 годах учился в Борзуновской начальной школе. С 1935 года — в Кожевниковской, затем в Шегарской средней школе; с 1938 года обучался в средней школе № 40 Самусьского завода. В 1940 году, по окончании с отличием школы, был принят на геолого-почвенный факультет Томского государственного университета (ТГУ), но после двух месяцев учёбы по материальным обстоятельствам бросил учёбу и вернулся домой. Летом этого же года семья переехала на Алтай, где Иван работал учителем истории и географии, затем — учителем рисования и физкультуры в средней школе села Катунское близ Бийска.
В мае 1942 года Иван Вылцан подал заявление о добровольной отправке на фронт, в июне был определён красноармейцем в 74-ю Сталинскую добровольческую бригаду алтайцев-сибиряков, и с сентября 1942 года участвовал в боях Великой Отечественной войны на Калининском фронте. После тяжелого ранения лечился в госпитале города Арзамаса и после пребывания в отпуске на родине в сентябре 1943 года был зачислен в число курсантов Виленского военно-пехотного училища, эвакуированного в город Сталинск (ныне Новокузнецк). По окончании училища и получении звания младшего лейтенанта, с октябре 1944 года служил на 1-м Белорусском фронте командиром взвода 27-го отдельного полка резерва офицерского состава. С февраля 1945 года — командир взвода 203-й отдельной роты охраны 69-й армии. Войну окончил в Берлине и продолжил военную службу в Бакинском военном округе. В мае 1946 года был демобилизован из рядов Красной армии.
В июне 1946 года снова поступил в Томский государственный университет на геолого-почвенный факультет, который окончил с отличием в 1951 году по специальности «Минералогия и петрография». В этом же году в аспирантуру по специальности ТГУ и по совместительству состоял научным сотрудником, начальником геологической партии и отряда в составе экспедиции под руководством В. С. Муровцева Сибирского филиала Всесоюзного нефтяного научно-исследовательского геолого-разведывательного института. Защитив в 1954 году кандидатскую диссертацию на тему «Литология, стратиграфия, фации и перспективы нефтегазоносности отложений Ильинской свиты Кузбасса» работал ассистентом, а с декабря 1956 года — доцентом кафедры общей геологии ТГУ.
В 1958—1960 годах И. А. Вылцан находился в командировке в ГДР, где работал вначале начальником камеральной группы рудоуправления, затем заместителем начальника геолого-минералогической лаборатории и руководителем геологической группой в акционерном обществе «Висмут». По возвращении домой, с сентября 1960 года работал доцентом кафедры динамической геологии Томского государственного университета. С 1967 года — доцент кафедры динамической геологии ТГУ. В 1969 году защитил докторскую диссертацию на тему «Осадочные формации центральной части горного Алтая» и с ноября 1969 года работал в должности профессора кафедры истории геологии ТГУ. В 1972 году был утверждён в учёном звании профессора. В 1973—1989 годах — заведующий кафедрой динамической геологии Томского государственного университета. С 17 апреля 1989 года и до конца жизни являлся профессором кафедры динамической геологии ТГУ.
Член ВКП(б)/КПСС с 1946 года. Занимаясь общественной деятельностью, избирался в состав партбюро факультета и был членом парткома Томского государственного университета. Участвовал в работе Всесоюзного общества «Знание».
Умер 5 октября 2011 года в Томске.

## Заслуги
- Был награждён орденом Отечественной войны II степени (1985), а также медалями, в числе которых «За отвагу», «За победу над Германией в Великой Отечественной войне 1941—1945 гг.» (1945), «За доблестный труд» (1970), «Ветеран труда», «Медаль Жукова» (1996) и многие юбилейные медали.
- Удостоен почетных знаков «Активист семилетки ГДР» (1960) и «За отличные успехи в работе» Минвуза СССР (1980).
- Заслуженный деятель науки РФ (1996).
- Заслуженный профессор Томского государственного университета (2004).